# 土門拳記念館
土門拳記念館（どもんけんきねんかん、Ken Domon Museum of Photography）とは、写真家・土門拳の写真作品を所蔵・研究・展示するための酒田市立の美術館。日本初の写真専門の美術館として、約13万5千点におよぶ土門作品のすべてを所蔵している。

## 概要
1974年（昭和49年）に市初の名誉市民の称号を授与された土門拳は、顕彰式で「僕の全作品を酒田市に寄贈したい」と述べ、相馬大作市長に「入れ物（収蔵庫）は、そんなに立派なものでなくてもいいよ」と語りかけた。相馬は土門の郷土愛に深く感じ入り、記念館建設のため奔走を始める。
関係当局等との協議の結果、記念館は最上川に架かる出羽大橋を渡った対岸に新たに計画されつつあった飯森山文化公園内に整備されることが決まる。また建設省によるカルチャーパーク（文化公園制度）第1号の適用を受け、公園と建物は一部起債し整備を進めることになった。加えて、記念館建設委員会の会長に就任した前田巌（土門拳記念館初代理事長）、三木淳（初代館長）らが旗振り役を務め、全国に寄付を募り、集まった浄財は総額1億円余りにも達した。
建物の設計は土門と親交が深かった谷口吉郎の子息である吉生が手掛けた。吉生は設計にあたって土門の人格や生き様を建物に反映させようと、土門の写真作品のほぼ全てと数多い著書に目を通し、さらには土門の人となりを探るべく、土門と旧知の人々を訪ね、意見を聞いて回った。
吉生は設計が進捗すると、土門と親しい人々にも建物の建設に参画するよう求め、中庭にはイサム・ノグチによる彫刻が、入口正面の銘板とポスター・チケットは最も親しかった亀倉雄策が、さらに同様に親交が深かった勅使河原蒼風の子息である宏が庭園を手掛け、記念館に彩を添えている。なお吉生は記念館の設計で、1984年（昭和59年）（第9回）吉田五十八賞を受賞している。施工は間組平尾工務店共同企業体が担った。
記念館は25年以上にわたって「長く地域の環境に貢献し、風雪に耐えて美しく維持され、社会に対して建築の意義を語りかけてきた建築物」として第9回日本建築家協会25年賞（2009年度）を受賞。また「ミシュラン・グリーン・ガイド・ジャポン」（2009年）に二つ星で紹介されている。
2002年（平成14年）から土門の長女・池田真魚が4代目館長を務めてきたが、2022年12月28日に亡くなった。これを受け、翌2023年6月、酒田出身の佐藤時啓（東京藝術大学教授・写真家）が後任として館長に就任した。

## 開催している展覧会など
土門拳の写真作品をベースとし、独自の企画をもとに時々の写真家と組み合わせたメイン展示をおこなう。また第二会場では独自の企画展を行う。
- 土門拳賞受賞作品の展覧会
- 酒田市土門拳文化賞（酒田市主催アマチュア対象）受賞作品の展覧会
- 独自の企画展

などの企画がなされることもある。
また、展覧会以外にも、ミュージアムコンサートや写真家を招いてのギャラリートークなども行われている。